# Comunidad Cristiana Agua Viva
Comunidad Cristiana Agua Viva  es una mega iglesia evangélica neocarismática ubicada en Lima, Perú. El pastor principal de esta comunidad es Sergio Hornung y Carla. 

## Historia
La iglesia fue fundada en 1986 por el pastor Juan Capurro y su esposa Alicia Estremadoyro con un puñado de amigos en la sala de su casa. En 2007, Sergio Hornung y Carla se convierten en pastores principales. En 2008, la iglesia compró el Coliseo Amauta (etapa 18 000 asientos). En 2016, Comunidad Cristiana Agua Viva tiene 42 000 fieles en Lima.
Formó parte de los nuevos movimientos religiosos, que comparte junto al Movimiento Misionero Mundial en el siglo XX.

## Creencias
Las creencias de la iglesia se identifican como parte del cristianismo evangélico, de la corriente neocarismática, movimiento neopentecostal.